# Liga Mundial de Hockey 2014-15

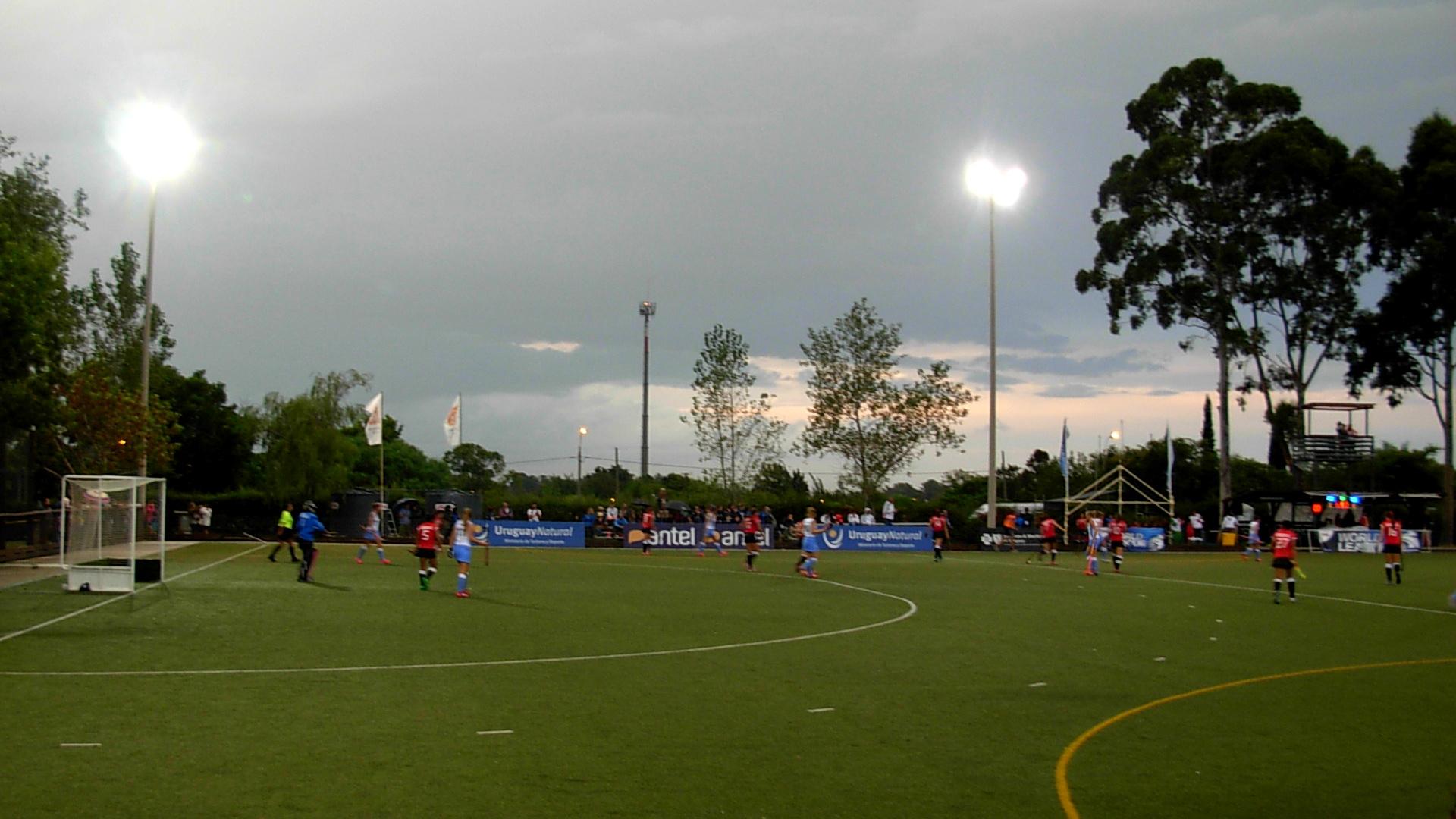
Partido de la ronda 2 entre Uruguay y México

La Liga Mundial de Hockey 2014/15 fue la segunda edición de la Liga Mundial de Hockey, uno de los torneos internacionales de hockey sobre césped que organiza la Federación Internacional de Hockey. Su duración se extendió entre junio de 2014 y 2015.
La liga comenzó el 21 de junio de 2014, empezando la fase en la Ronda 1 en Singapur.
Ambas ligas (masculina y femenina) fueron clasificatorias en la instancia de semifinales para los Juegos Olímpicos de Río de Janeiro de 2016.

## Clasificación
Cada selección de la Federación Internacional de Hockey (FIH) tuvo la oportunidad de competir en el torneo en donde compitieron 60 equipos.
Los equipos clasificados entre el 1° puesto y el 11° puesto en la Clasificación Mundial de la FIH a principios de 2013, recibieron un pase automático a las semifinales, mientras que los 8 equipos clasificados entre el 12° puesto y el 19° puesto, recibieron un pase automático para la Ronda 2. Los equipos fueron los siguientes:
Torneo masculino
| - Alemania (1) - Australia (2) - Países Bajos (3) - Reino Unido (4) - Pakistán (5) - Nueva Zelanda (6) - España (7) - Corea del Sur (8) - Bélgica (9) - Argentina (10) - India (11) | - Sudáfrica (12) - Malasia (13) - Canadá (14) - Irlanda (15) - Japón (16) - Francia (17) - China (18) - Polonia (19) |

Torneo femenino
Para el torneo femenino, fueron confirmadas 53 selecciones participantes. El sistema es el mismo que el utilizado en el masculino.
El equipo de Escocia estaba ubicado en el 19° lugar, pero por tratarse de un evento de clasificación olímpica, se unifica y participa como Reino Unido. El equipo mejor ubicado después de Escocia, Rusia, tomó su lugar. La clasificación fue:
| - Países Bajos (1) - Argentina (2) - Nueva Zelanda (3) - Reino Unido (4) - Alemania (5) - Australia (6) - China (7) - Corea del Sur (8) - Japón (9) - Estados Unidos (10) - Sudáfrica (11) | - India (12) - Bélgica (13) - Irlanda (14) - España (15) - Azerbaiyán (16) - Italia (17) - Chile (18) - Rusia (20) |

## Torneo masculino

### Ronda 1
| Fechas                                | Lugar del evento                | Equipos                                                           | Plazas Ronda 2 | Clasificado (s) Ronda 2             |
| ------------------------------------- | ------------------------------- | ----------------------------------------------------------------- | -------------- | ----------------------------------- |
| 1-6 de julio de 2014                  | Sveti Ivan Zelina, Croacia      | Bulgaria Croacia Rusia Suiza Turquía                              | 2              | Rusia Suiza                         |
| 2–7 de septiembre de 2014             | Hradec Králové, República Checa | Eslovaquia Bielorrusia República Checa Lituania Ucrania           | 3              | Bielorrusia República Checa Ucrania |
| 2–7 de septiembre de 2014             | Nairobi, Kenia                  | Egipto Kenia Ghana Tanzania                                       | 1              | Egipto                              |
| 5–7 de septiembre de 2014             | Daca, Bangladés                 | Bangladesh Hong Kong Sri Lanka                                    | 1              | Bangladesh                          |
| 5–7 de septiembre de 2014             | Muscat, Omán                    | Azerbaiyán Omán Irán Tailandia                                    | 1              | Azerbaiyán Omán                     |
| 12–14 de septiembre de 2014           | Guadalajara, México             | Brasil Chile Guatemala México                                     | 2              | Chile México                        |
| 12–14 de septiembre de 2014           | Lousada, Portugal               | Austria Italia Portugal                                           | 2              | Austria Italia                      |
| 30 de septiembre–5 de octubre de 2014 | Kingston, Jamaica               | Barbados República Dominicana Jamaica Trinidad y Tobago Venezuela | 1              | Trinidad y Tobago                   |
| 6–13 de diciembre de 2014             | Suva, Fiji                      | Fiyi Papúa Nueva Guinea Samoa Vanuatu                             | 0              | Fiyi                                |

### Ronda 2
| Fechas                             | Lugar                     | Equipos clasificados | Equipos clasificados  | Equipos clasificados                                | Plazas para semifinales | Clasificado (s)        |
| Fechas                             | Lugar                     | País anfitrión       | Por ranking de la FIH | De la ronda 1                                       | Plazas para semifinales | Clasificado (s)        |
| ---------------------------------- | ------------------------- | -------------------- | --------------------- | --------------------------------------------------- | ----------------------- | ---------------------- |
| 17–25 de enero de 2015             | Singapur                  | Singapur             | Malasia Japón Polonia | Bangladesh Omán Ucrania México                      | 3                       | Malasia Polonia Japón  |
| 25 de febrero – 8 de marzo de 2015 | Lancaster, Estados Unidos | Estados Unidos       | Canadá Irlanda        | Austria Chile Italia Rusia Trinidad y Tobago        | 3                       | Irlanda Austria Canadá |
| 7–15 de marzo de 2015              | Cape Town, Sudáfrica      | Sudáfrica            | Francia China         | Azerbaiyán Bielorrusia República Checa Egipto Suiza | 3                       | Francia China Egipto   |

### Semifinales
| Fechas                 | Lugar                   | Equipos clasificados | Equipos clasificados                                     | Equipos clasificados                  | Plazas para la final | Clasificados                           |
| Fechas                 | Lugar                   | País anfitrión       | Por ranking de la FIH                                    | De la ronda 2                         | Plazas para la final | Clasificados                           |
| ---------------------- | ----------------------- | -------------------- | -------------------------------------------------------- | ------------------------------------- | -------------------- | -------------------------------------- |
| 3–14 de junio de 2015  | Buenos Aires, Argentina | Argentina            | Alemania Corea del Sur España Nueva Zelanda Países Bajos | Austria Canadá Egipto Japón           | 4                    | Alemania Argentina Países Bajos Canadá |
| 17–28 de junio de 2015 | Amberes, Bélgica        | Bélgica              | Australia Reino Unido India Pakistán                     | China Francia Irlanda Malasia Polonia | 3                    | Australia Bélgica Reino Unido          |

### Finales
| Fechas                                 | Lugar         | Equipos clasificados | Equipos clasificados                                                 |
| Fechas                                 | Lugar         | País anfitrión       | De las semifinales                                                   |
| -------------------------------------- | ------------- | -------------------- | -------------------------------------------------------------------- |
| 28 de noviembre–6 de diciembre de 2015 | Raipur, India | India                | Alemania Argentina Australia Bélgica Canadá Países Bajos Reino Unido |

### Tabla de posiciones
Referencia:
| Pos | Equipo        |
| --- | ------------- |
| 1   | Australia     |
| 2   | Bélgica       |
| 3   | India         |
| 4   | Países Bajos  |
| 5   | Argentina     |
| 6   | Reino Unido   |
| 7   | Alemania      |
| 8   | Canadá        |
| 9   | Irlanda       |
| 10  | España        |
| 11  | Nueva Zelanda |
| 12  | Malasia       |
| 13  | Corea del Sur |
| 14  | Francia       |
| 15  | Pakistán      |
| 16  | Japón         |
| 17  | Polonia       |
| 18  | Egipto        |
| 19  | Austria       |
| 20  | China         |
| 21  | Rusia         |
| 22  | Sudáfrica     |
| 23  | Omán          |
| 24  | Ucrania       |

## Torneo femenino

### Ronda 1
| Fechas                     | Lugar                           | Equipos                                                            | Plazas para rond 2 | Clasificado (s)                         |
| -------------------------- | ------------------------------- | ------------------------------------------------------------------ | ------------------ | --------------------------------------- |
| 21–26 de junio de 2014     | Singapur                        | Hong Kong Kazajistán Malasia Birmania Sri Lanka Singapur Tailandia | 4                  | Malasia Kazajistán Tailandia Singapur   |
| 26–29 de junio de 2014     | Šiauliai, Lituania              | Bielorrusia Lituania Polonia Ucrania                               | 3                  | Bielorrusia Ucrania Lituania            |
| 1–6 de julio de 2014       | Kingston, Jamaica               | Barbados República Dominicana Jamaica Trinidad y Tobago            | 2                  | Trinidad y Tobago República Dominicana  |
| 2–7 de septiembre de 2014  | Hradec Králové, República Checa | Austria República Checa Francia Turquía                            | 3                  | Austria Francia Turquía República Checa |
| 5–7 de septiembre de 2014  | Nairobi, Kenia                  | Kenia Ghana Tanzania                                               | 1                  | Kenia                                   |
| 9–14 de septiembre de 2014 | Guadalajara, México             | Brasil Canadá México Perú                                          | 2                  | Canadá México                           |
| 6-13 de diciembre de 2014  | Suva, Fiyi                      | Fiyi Papúa Nueva Guinea Samoa Vanuatu                              | 1                  | Fiyi                                    |

### Ronda 2
| Fechas                   | Lugar del evento    | Equipos clasificados | Equipos clasificados  | Equipos clasificados                                        | Semifinales Plazas | Semifinales Clasificados  |
| Fechas                   | Lugar del evento    | País local           | Por ranking de la FIH | De la Ronda 1                                               | Semifinales Plazas | Semifinales Clasificados  |
| ------------------------ | ------------------- | -------------------- | --------------------- | ----------------------------------------------------------- | ------------------ | ------------------------- |
| 14-22 de febrero de 2015 | Montevideo, Uruguay | Uruguay              | Azerbaiyán Italia     | República Dominicana Francia Kenia México Trinidad y Tobago | 3                  | Italia Uruguay Azerbaiyán |
| 7–15 de marzo de 2015    | Nueva Delhi, India  | India                | Rusia                 | Ghana Hong Kong Kazajistán Malasia Polonia Tailandia        | 2                  | India Polonia             |
| 14–22 de marzo de 2015   | Dublín, Irlanda     | Irlanda              | Chile                 | Austria Bielorrusia Canadá Lituania Turquía Ucrania         | 2                  | Irlanda Canadá            |

### Semifinales
| Fechas                         | Lugar del evento | Equipos clasificados | Equipos clasificados                                          | Equipos clasificados         | Final Plazas | Final Clasificados                                 |
| Fechas                         | Lugar del evento | País local           | Por ranking                                                   | De la Ronda 2                | Final Plazas | Final Clasificados                                 |
| ------------------------------ | ---------------- | -------------------- | ------------------------------------------------------------- | ---------------------------- | ------------ | -------------------------------------------------- |
| 10–21 de junio de 2015         | Valencia, España | España               | Alemania Argentina China Reino Unido Sudáfrica Estados Unidos | Canadá Irlanda Uruguay       | 4            | Reino Unido China Alemania Argentina               |
| 20 de junio-5 de julio de 2015 | Amberes, Bélgica | Bélgica              | Australia Corea del Sur Japón Países Bajos Nueva Zelanda      | Francia India Italia Polonia | 4            | Países Bajos Corea del Sur Australia Nueva Zelanda |

### Final
| Fechas                    | Lugar              | Equipos clasificados | Equipos clasificados                                                          |
| Fechas                    | Lugar              | País anfitrión       | De las semifinales                                                            |
| ------------------------- | ------------------ | -------------------- | ----------------------------------------------------------------------------- |
| 5–13 de diciembre de 2015 | Rosario, Argentina | Argentina            | Alemania Australia China Corea del Sur Nueva Zelanda Países Bajos Reino Unido |

### Tabla de posiciones
Referencia:
| Pos | Equipo         |
| --- | -------------- |
| 1   | Argentina      |
| 2   | Nueva Zelanda  |
| 3   | Alemania       |
| 4   | China          |
| 5   | Países Bajos   |
| 6   | Australia      |
| 7   | Reino Unido    |
| 8   | Corea del Sur  |
| 9   | Estados Unidos |
| 10  | India          |
| 11  | España         |
| 12  | Japón          |
| 13  | Bélgica        |
| 14  | Sudáfrica      |
| 15  | Irlanda        |
| 16  | Italia         |
| 17  | Canadá         |
| 18  | Polonia        |
| 19  | Uruguay        |
| 20  | Francia        |